# 18. Berlini Nemzetközi Filmfesztivál
A 18. Berlini Nemzetközi Filmfesztivál 1968. június 21. és július 2. között került megrendezésre. Az Arany Medve díjat Jan Troell filmje, az Ole dole doff nyerte.

## Zsűri
Az alábbi emberek voltak a fesztivál zsűrijének tagjai:
- Luis García Berlanga, spanyol filmkészítő és színész - Zsűrielnök
- Peter Schamoni, nyugat-német filmkészítő, producer és színész
- Alex Viany, brazil filmkészítő és újságíró
- Georges de Beauregard, francia producer
- Alexander Walker, brit filmkritikus
- Domenico Meccoli, olasz forgatókönyvíró és filmkritikus
- Carl-Eric Nordberg, svéd irodalmár és filmkritikus
- Gordon Hitchens, brit filmkritikus
- Karsten Peters, nyugat-német színész és filmkritikus

## A fesztivál programja

### Versenyben lévő filmek
Az alábbi filmek voltak versenyben az Arany Medve- és az Ezüst Medve-díjakért:
| Magyar cím                    | Eredeti cím                     | Rendező                               | Ország                          |
| ----------------------------- | ------------------------------- | ------------------------------------- | ------------------------------- |
| Asta Nielsen                  | Asta Nielsen                    | Asta Nielsen                          | Dánia                           |
| Banditák Milánóban            | Banditi a Milano                | Carlo Lizzani                         | Olaszország                     |
| Barátok                       | Les Biches                      | Claude Chabrol                        | Franciaország, Olaszország      |
| 13 jours en France            | 13 jours en France              | Claude Lelouch, François Reichenbach  | Franciaország                   |
| Charly – Virágot Algernonnak  | Charly                          | Ralph Nelson                          | Amerikai Egyesült Államok       |
| Anna Magdaléna Bach története | Chronik der Anna Magdalena Bach | Jean-Marie Straub, Danièle Huillet    | Nyugat-Németország, Olaszország |
| Mint a bagoly nappal          | Il giorno della civetta         | Damiano Damiani                       | Olaszország, Franciaország      |
| The Ernie Game                | The Ernie Game                  | Don Owen                              | Kanada                          |
| Fome de Amor                  | Fome de Amor                    | Nelson Pereira dos Santos             | Brazília                        |
| A paradicsom kapui            | Gates to Paradise               | Andrzej Wajda                         | Egyesült Királyság, Jugoszlávia |
| Halhatatlan történet          | The Immortal Story              | Orson Welles                          | Franciaország                   |
| An Indian Day                 | An Indian Day                   | S. Sukhdev                            | India                           |
| Védtelen igazság              | Nevinost bez zastite            | Dušan Makavejev                       | Jugoszlávia                     |
| Krek                          | Крек                            | Borivoj Dovnikovic-Bordo              | Jugoszlávia                     |
| L'Homme qui ment              | L'Homme qui ment                | Alain Robbe-Grillet                   | Franciaország, Csehszlovákia    |
| Hatsukoi: Jigoku-hen          | 初恋・地獄篇                    | Susumu Hani                           | Japán                           |
| Borsmenta koktél              | Peppermint Frappé               | Carlos Saura                          | Spanyolország                   |
| Portrait: Orson Welles        | Portrait: Orson Welles          | François Reichenbach, Frédéric Rossif | Franciaország                   |
| Lebenszeichen                 | Lebenszeichen                   | Werner Herzog                         | Nyugat-Németország              |
| Come l'amore                  | Come l'amore                    | Enzo Muzii                            | Olaszország                     |
| Toets                         | Toets                           | Tim Tholen                            | Hollandia                       |
| To Grab the Ring              | To Grab the Ring                | Nikolai van der Heyde                 | Hollandia                       |
| Tolerancija                   | Tolerancija                     | Zlatko Grgić, Branko Ranitović        | Jugoszlávia                     |
| Tragikus népszerűség          | U raskoraku                     | Milenko Štrbac                        | Jugoszlávia                     |
| Week-end                      | Week-end                        | Jean-Luc Godard                       | Franciaország                   |
| Ole dole doff                 | Ole dole doff                   | Jan Troell                            | Svédország                      |

### Kanadai ifjúsági filmek
A fesztivál versenyen kívüli programjában az új és feltörekvő kanadai filmrendezők új alkotásait mutatták be.
| Magyar cím                             | Eredeti cím                            | Rendező              |
| -------------------------------------- | -------------------------------------- | -------------------- |
| A Great Big Thing (1968)               | A Great Big Thing (1968)               | Eric Till            |
| A Place to Stand (1967)                | A Place to Stand (1967)                | Christopher Chapman  |
| Entre la mer et l'eau douce (1967)     | Entre la mer et l'eau douce (1967)     | Michel Brault        |
| Le Chat dans le sac (1964)             | Le Chat dans le sac (1964)             | Gilles Groulx        |
| Il ne faut pas mourir pour ça (1968)   | Il ne faut pas mourir pour ça (1968)   | Jean Pierre Lefebvre |
| Poussière sur la ville (1968)          | Poussière sur la ville (1968)          | Arthur Lamothe       |
| High (1967)                            | High (1967)                            | Larry Kent           |
| Le Viol d'une jeune fille douce (1968) | Le Viol d'une jeune fille douce (1968) | Gilles Carle         |
| Le Révolutionnaire (1965)              | Le Révolutionnaire (1965)              | Jean Pierre Lefebvre |

## Győztesek
- Arany Medve: Ole dole doff (Jan Troell)
- Ezüst Medve díj a legjobb rendezőnek: Carlos Saura (Borsmenta koktél)
- Ezüst Medve díj a legjobb színésznőnek: Stéphane Audran (Barátok)
- Ezüst Medve díj a legjobb színésznek: Jean-Louis Trintignant (L'Homme qui ment)
- Zsűri Nagydíja: 
  - Védtelen igazság (Dušan Makavejev)
  - Lebenszeichen (Werner Herzog)
  - Come l'amore (Enzo Muzii)
- Legjobb egész estés ifjúsági film
  - Come l'amore (Enzo Muzii)
- FIPRESCI-díj
  - Védtelen igazság (Dušan Makavejev)
    - Tiszteletbeli említés: Asta Nielsen
- Interfilm-díj – Otto Dibelius-filmdíj ===
  - Ole dole doff (Jan Troell)
- OCIC-díj
  - Ole dole doff (Jan Troell)
- UNICRIT-díj
  - Ole dole doff (Jan Troell)
- IWG Arany Plakett
- Ole dole doff (Jan Troell)
- L'Homme qui ment (Alain Robbe-Grillet)

## Fordítás
- Ez a szócikk részben vagy egészben  a(z)   18th Berlin International Film Festival című angol Wikipédia-szócikk fordításán alapul.  Az eredeti cikk szerkesztőit annak laptörténete sorolja fel. Ez a jelzés csupán a megfogalmazás eredetét és a szerzői jogokat jelzi, nem szolgál a cikkben szereplő információk forrásmegjelöléseként.